# Lycaena persephatta
Lycaena persephatta är en fjärilsart som beskrevs av Alphéraky 1882. Lycaena persephatta ingår i släktet Lycaena och familjen juvelvingar. Inga underarter finns listade i Catalogue of Life.